# 汇丰街道 (巴彦淖尔市)
汇丰街道，是中华人民共和国内蒙古自治区巴彦淖尔市临河区下辖的一个乡镇级行政单位。汇丰街道办事处成立于2018年，辖区面积 5.1 平方公里,辖 4 个社区居委会，共有常住户8700余户，常住人口26568人。

## 行政区划
汇丰街道下辖以下地区：
ID“Template:PRC admin/data/15/08/02/014/000”在系统中是未知的。请使用一个有效的实体ID。。